# Coniophora semimarina
Coniophora semimarina är en tvåvingeart som beskrevs av Boris Mamaev och Przhiboro 2001. Coniophora semimarina ingår i släktet Coniophora och familjen gallmyggor. Inga underarter finns listade i Catalogue of Life.